# Feliciano de Silva
Feliciano de Silva, född efter 1480 senast 1492 i Ciudad Rodrigo, död där den 24 juni 1554, var en spansk författare.
de Silva förvärvade på sitt författarskap rikedom, under det att Cervantes med flera kämpade med fattigdom. de Silva bedrev nämligen liksom i en senare tid Alexandre Dumas den äldre fabriksmässigt romanförfattarskap, och hans arbeten slukades begärligt av den stora publiken. Då titlarna på de Silvas arbeten är mycket långa, anges de här förkortade. Den första roman, som tillskrivs de Silva, är Lisuarte de Grecia (1525), och den sista är fjärde delen av Florisel de Niquea (1551). Mellan dessa arbeten publicerade de Silva tre delar av "Florisel", El septimo libro de Amadis (många upplagor 1525–1587), Chrónica del muy valienta, Amadis de Grecia (1535), som fanns i Don Quijotes bibliotek, med flera. de Silva är även författare till La segunda comedia de Celestina (1534).